# Erica lucida
Erica lucida är en ljungväxtart som beskrevs av Richard Anthony Salisbury. Erica lucida ingår i släktet klockljungssläktet, och familjen ljungväxter.

## Underarter
Arten delas in i följande underarter:
- E. l. laxa
- E. l. pauciflora